# Waschhaus (Couvonges)

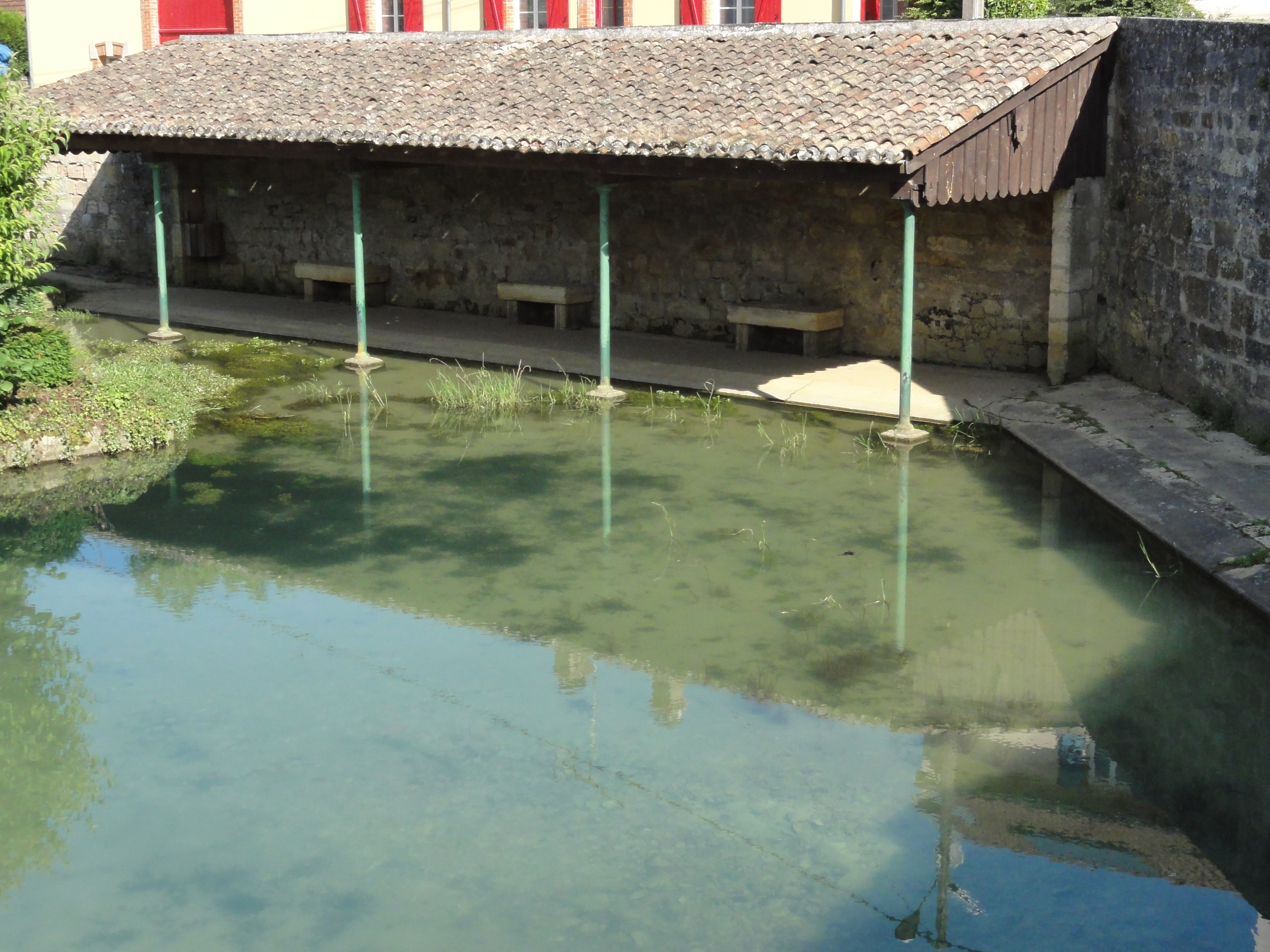
Waschhaus in Couvonges

Das Waschhaus (französisch lavoir) in Couvonges, einer französischen Gemeinde im Département Meuse in der Region Grand Est, wurde im 19. Jahrhundert errichtet. 
Das öffentliche Waschhaus an der Rue du 29 Août, das von der Quelle Saint-Brice mit Wasser versorgt wird, hat ein Pultdach, das von vier schlanken Stützen aus Gusseisen getragen wird. Ursprünglich befand sich daneben eine Viehtränke.